# Ходарев, Юлий Константинович
Юлий Константинович Ходарев — разработчик систем спутниковой связи, лауреат Ленинской премии (1966).

## Биография
Родился 28 июня 1922 года в Чите.
С 1941 по 1945 год участник Великой Отечественной войны, оружейный мастер, награждён медалью «За боевые заслуги».
После демобилизации окончил Московский электротехнический институт связи по специальности радиосвязь (1952) и работал там же заведующим лабораторией кафедры телевидения.
- 1955—1958 ведущий инженер, затем начальник лаборатории Научно-исследовательского института Главного артиллерийского управления Министерства обороны СССР.
- 1958—1963 заведующий лабораторией, заведующий отделом, заместитель главного конструктора СКБ-567 Министерства промышленности средств связи СССР (Москва).
- 1963—1966 заместитель директора по научной работе, главный инженер НИИ-885 (ныне — ОАО «Российские космические системы», Москва).
- 1966—1977 заместитель Директора по научной части Института космических исследований Академии наук СССР.
- 1977—1986 заместитель директора по научной работе Государственного научно-исследовательского Центра изучения природных ресурсов.
- 1986—1990 начальник научно-исследовательского сектора НИИ точных приборов.
- 1990—1997 генеральный директор малого предприятия «Информационные Автоматизированные Системы» (ИНАС, Москва, Зеленоград).

Один из руководителей работ по созданию Центра дальней космической связи для исследования Луны и планет Солнечной системы (Евпатория). Создатель системы спутниковой связи «Молния»; комплексов связи и комплексов научной аппаратуры для автоматических космических станций «Зонд», «Луна», «Венера», «Марс». Директор по научной программе от СССР проекта «Союз-Аполлон».
С советской стороны осуществлял руководство работами в совместной с ГДР программе по созданию комплекса аппаратуры для многоспектрального фотографирования Земли.
Доктор технических наук (1966), профессор (1972).
Автор более 100 научных трудов и более 10 изобретений.
Действительный член Международной академии астронавтики (1972).  Академик Итальянской академии наук и искусств.
Лауреат Ленинской премии (1966) и Государственной премии ГДР I степени (1982).
Награждён орденами Ленина, Октябрьской революции, Трудового Красного знамени, Отечественной войны II степени, медалью С. П. Королёва, медалью К. Э. Циолковского, почётной медалью CNES — Французского национального центра космических исследований (1971), медалью Гёте (ГДР).
Умер 31 июля 2008 года. Похоронен на Троекуровском кладбище (уч. № 14).